# IC 3699
IC 3699 је двојна звијезда у сазвјежђу Береникина коса која се налази на листи објеката дубоког неба у Индекс каталогу.
Деклинација објекта је + 19° 0' 4" а ректасцензија 12h 43m 17,3s.